# Magdalena Musiał-Karg
Magdalena Małgorzata Musiał-Karg (ur. 27 maja 1979) – polska politolożka, profesor nauk społecznych. Specjalizuje się w zagadnieniach związanych z systemami politycznymi, a także wykorzystaniem nowych technologii w demokracjach. Jej najważniejsze obszary badawcze to elektroniczna demokracja, e-voting, a także demokracja bezpośrednia. Profesor na Wydziale Nauk Politycznych i Dziennikarstwa Uniwersytetu im. Adama Mickiewicza w Poznaniu, gdzie pracuje w Zakładzie Systemów Politycznych oraz, od roku akademickiego 2016/2017, pełniła funkcję prodziekan ds. badań i rozwoju. Od 2020 r. do 30 września 2024 r. była prodziekanem ds. badań i współpracy naukowej. Prof. Magdalena Musiał-Karg od listopada 2022 r. jest prezesem Polskiego Towarzystwa Nauk Politycznych. W lipcu 2023 r. na światowym kongresie politologicznym w Buenos Aires została wybrana do komitetu wykonawczego IPSA (Executive Committee of the International Political Science Association). 
Jest członkinią Komitetu Nauk Politycznych Polskiej Akademii Nauk. 
Stopień doktorski uzyskała w 2007 na podstawie pracy pt. Referendum w państwach europejskich jako instytucja demokracji bezpośredniej (promotorem był dr hab. Andrzej Stelmach). Habilitowała się w 2014 na podstawie oceny dorobku naukowego i cyklu publikacji pt. Determinanty i konsekwencje elektronicznego głosowania we współczesnej demokracji. 30 marca 2022 roku decyzją prezydenta RP otrzymała tytuł naukowy profesora.
Mieszka w Słubicach.